# 集体资本主义
集体资本主义形态是由1945年后的日本的发展例子为基础的。东亚的很多国家和地区，包括韩国、台湾和新加坡等先后采用了这种模式，更为晚进的中国新兴市场经济也受到了它的影响。

## 集体资本主义理论
集体资本主义的独特之处，是它重视长期的合作关系。这是经济不是受非人格化价格机制的指挥，而处于人们所称的“关系市场”（relational markets）的指导下。日本确保生产和金融机构建立密切关系的“股份连锁所有制”模式（pattern of interlocking share ownership）就是一个例子。东京证券交易所的约40%的股票为由形成姐妹公司关系的企业集团所持有。将产业公司同它的各色分包单位连接起来的交叉股权网络——系列公司（keiretsu），又占了东京证券市场逾30%的股票。这种稳定的所有权形式为日本企业提供了充足的资本，使之能够采取长期投资战略，而不是着眼于短期或中期的收益。
企业本身也提供了日本社会生活的核心。工人（尤其是大企业的男性员工）使企业的“一员”，这在美国甚至欧洲社会市场国家都不曾出现。作为对其忠诚、奉献和辛勤劳动的回报，工人在传统上预计将获得终身雇用、养老金、社会保护以及休闲和娱乐的机会。 企业特别重视建立团队精神和团队认同，管理人员和供相对较小的收入差异支持了这种精神的认同。该制度由于重视劳动力和写作的重要性，被称为“人民主义”（peoplism）。这种经济中的决定性要素是政府。从国际标准来看（常低于GNP的30%），东亚的公共支出和税收水平相对较低，但国家在“指导”投资、研究和贸易决策方面扮演着极其重要的角色。其典型无疑是日本的通产省（MITI），他现在依然通过一种“指导性”计划系统来督管经济（但不像20世纪五六十年代那么公开）。

## 评价
第二次世界大战之前的日本经济在很多方面都显示出了资本主义的诸多特征，包括追求最大化和短期行为倾向。但开始于战前并在战后加速进行的经济重建已被证明取得了惊人的成功。日本的“经济奇迹”造就了一个工业大国。虽然如此，集体资本主义的成功也不得不付出代价。在合作与协作的背后，日本经济模式对工人及家庭的要求太多。长时间工作和高度严格的劳动条件，可能意味着个人主义被扼杀，工作变成了人类生活的中心。同样，日本社会“共同体”式企业的主导地位，使新封建式的责任感继续存在，对义务的赏识高过了对权力的尊重。因此，批评家认为集体资本主义总是以权威主义为支撑；在中国，迅速发展的市场经济和地位牢固的共产党执政混合在一起。最后，1997年—1999年东亚经济的急剧衰退，表明建立在不稳定的金融活动基础上的经济成功是何等脆弱。